# Kari Ketonen
Kari Mikael Ketonen (* 16. August 1971 in Espoo) ist ein finnischer Schauspieler.

## Leben
Kari Ketonen begann 1991 ein Studium an der Theaterakademie Helsinki, das er 1997 mit einem Master in Theaterwissenschaften abschloss. Zusätzlich ist er auch ein ausgebildeter Psychotherapeut.
Mit dem von Taru Mäkelä inszenierten Kriegsdrama Pikkusisar debütierte Ketonen 1999 in einer kleinen Nebenrolle als Olli auf der Leinwand. Seitdem spielte er in über 60 Film- und Fernsehproduktionen mit. Für seine Darstellung des Pelikanmannes in dem Kinderfilm Pelikaanimies wurde er 2005 mit einer Nominierung als Bester Hauptdarsteller für den nationalen Filmpreis Jussi bedacht. Zwei weitere Nominierungen als Bester Nebendarsteller folgten jeweils für seine Darstellung des Pikku-Mikko in den ersten beiden Teilen von Napapiirin sankarit, wovon der erste Film in deutscher Sprache als Helden des Polarkreises veröffentlicht wurde.
Größere Nationale wie auch internationale Bekanntheit erhielt Ketonen 2014 mit seiner Darstellung von Wladimir Putin in einem Fernsehsketch. Dies sorgte unter anderem auch dafür, dass er in der gleichen Rolle für Iron Sky: The Coming Race erneut besetzt wurde.

## Filmografie
- 1999: Pikkusisar
- 2004: Pelikaanimies
- 2007: Schlacht um Finnland (Tali-Ihantala 1944)
- 2010: Helden des Polarkreises (Napapiirin sankarit)
- 2011: Eine Insel namens Udo
- 2012: Ella und das große Rennen (Ella ja kaverit)
- 2012: Niko 2 – Kleines Rentier, großer Held (Niko 2: Lentäjäveljekset)
- 2014: Kaffee mit Milch und Stress (Mielensäpahoittaja)
- 2015: Napapiirin sankarit 2
- 2018: Arctic Circle – Der unsichtbare Tod (Ivalo, Fernsehserie)
- 2019: Iron Sky: The Coming Race